# Владикавказский научный центр РАН
Владикавказский научный центр Российской академии наук и правительства Республики Северная Осетия — Алания (ВНЦ РАН и РСО-А) — российская научная организация, основанная в 2000 году и находящаяся во Владикавказе. Является региональным научным центром Российской академии наук, объединяющим научные учреждения естественно-научного, гуманитарного и технического профиля, расположенные в Северной Осетии.

## История
Свое начало ВНЦ берёт в декабре 1994 года, когда указом президента Северной Осетии был образован Государственный научный центр Республики Северная Осетия — Алания. Его задачей являлось вхождение в систему Российской академии наук (РАН).
В июне 2000 года совместным постановлением президиума Российской академии наук и правительства Северной Осетии на основе центра был учреждён ВНЦ РАН и РСО-А. Он стал первым научным центром РАН, созданный совместно с органом власти субъекта РФ.
С 2001 года ВНЦ издаёт научный и общественно-политический журнал «Вестник Владикавказского научного центра». С 2002 года ВНЦ совместно с Северо-Кавказским горно-металлургическим институтом издаёт
журнал «Труды молодых ученых».

## Описание
По состоянию на 2010 год в ВНЦ работает 260 научных сотрудников, в том числе 42 доктора и 92 кандидата наук.
В состав ВНЦ сходят следующие научные учреждения РАН:
- Южный математический институт ВНЦ РАН и РСО-А
- Институт биомедицинских исследований ВНЦ РАН и РСО-А
- Центр геофизических исследований ВНЦ РАН и РСО-А
- Северо-Осетинский институт гуманитарных и социальных исследований им. В. И. Абаева ВНЦ РАН и РСО-А
- Центр скифо-аланских исследований имени В. И. Абаева ВНЦ РАН и РСО-А
- Северо-Кавказское отделение Института геологии рудных месторождений, петрографии, минералогии и геохимии РАН
- Северо-Осетинский филиал Геофизической службы РАН
- Владикавказское отделение Института земного магнетизма, ионосферы и распространения радиоволн им. Н. В. Пушкова РАН

При президиуме ВНЦ имеются:
- Научно-исследовательский отдел биотехнологии
- Отдел культурной антропологии южных осетин

Также ВНЦ обеспечивает научно-методическое руководство деятельностью Юго-Осетинского научно-исследовательского института им. З. Н. Ванеева.